# گردنه سلا
گردنه سلا (به انگلیسی: Sella Pass)، (به آلمانی: Sellajoch)، (به ایتالیایی: Passo Sella) با ارتفاع ۲۲۱۸ متر، یک گردنه بین استان‌های تیرول جنوبی، ترنتینو در ایتالیا است.
این گذر کوهستانی دره وال گاردینا را در تیرول جنوبی و کاناتزی در دره فاشیا در ترنتینو متصل می‌کند.
با گردنه پوردوی، گردنه گاردنا و گردنه کامپولونگو، گذرگاه چهار ضلعی در اطراف گروه سلا تشکیل می‌شود. در زمستان، مسیرهای اسکی آماده می‌شوند که کل دور را در هر دو جهت، معروف به سلا روندا بپیمایند.

## مسابقه دوچرخه سواری ماراتونا دولومیتس
گردنه سلا سومین گذرگاه از هفت گذرگاه کوهنوردان دولومیت است که در مسابقات سالانه یک روزه دوچرخه سواری ماراتونا دولومیتس عبور می‌کند. همچنین در مسیر مسابقه طلای دولومیتس قرار دارد.